# Сара Груън
Сара Груън (на английски: Sara Gruen) е американско-канадска писателка на бестселъри в жанра исторически и съвременен любовен роман.

## Биография и творчество
Сара Груън е родена през 1969 г. във Ванкувър, Британска Колумбия, Канада. Израства в Лондон, Онтарио. Получава бакалавърска степен по английска литература от Университета „Карлтън“ в Отава.
След дипломирането си работи 10 години в Отава. През 1999 г. се премества в САЩ, за да работи като технически писател. През 2001 г. е уволнена и решава да се насочи към самостоятелна писателска кариера. Като голям любител на животните и природозащитник в сюжетите на произведенията ѝ те намират основно място.
През 2004 г. е издаден първият ѝ роман „Riding Lessons“ („Уроци по езда“) от поредицата „Анемари Зимър“. Главната героиня е олимпийска състезателка по конен спорт, която губи ценен кон и обещаващата си кариера в ужасна катастрофа, а инцидентът е началото на верига от драматични събития, които бележат нейния живот.
Големият успех на писателката идва с романа ѝ „Вода за слонове“ от 2006 г. Романът става бестселър и я прави известна. През 2011 г. романът е екранизира в успешния филм с участието на Рийз Уидърспун, Робърт Патинсън и Кристоф Валц.
Произведенията на писателката са преведени на 23 езика и са издадени в над 10 милиона екземпляра по света.
Сара Груън живее със семейството си в Ашвил, Северна Каролина.

## Произведения

### Самостоятелни романи
- Water for Elephants (2006)
Вода за слонове, изд.: ИК „Бард“, София (2007), прев. Мариана Христова
- Ape House (2010)
- At the Water's Edge (2015)

### Серия „Анемари Зимър“ (Annemarie Zimmer)
1. Riding Lessons (2004)
2. Flying Changes (2005)
3. Vanduo drambliams (2009)

### Екранизации
- 2011 Вода за слонове, Water for Elephants